# Bolintin-Deal
Bolintin-Deal là một xã thuộc hạt Giurgiu, România. Dân số thời điểm năm 2002 là 6235 người.